# Assís
Assís (italià: Assisi) és un municipi italià, situat a la regió d'Úmbria i a la província de Perusa. L'any 2007 tenia 26.946 habitants.
L'any 1182 hi va néixer Sant Francesc d'Assís.

## Geografia física

### Territori
Assís es troba al vessant nord occidental del Mont Subasio, en posició moderadament elevada respecte a la Vall Umbra septentrional, això fa que el territori sigui més pla a l'oest i més muntanyenc a l'est. Respecte del nivell del mar es troba a 424 m.
La ciutat és a uns 26 km al sud-est de Perusa. Té una extensió de 187,19 km² i està dividida en 23 districtes.
Limita amb els territoris de 8 municipis: Bastia Umbra, Bettona, Cannara, Nocera Umbra, Perusa, Spello, Valfabbrica, Valtopina

### Clima

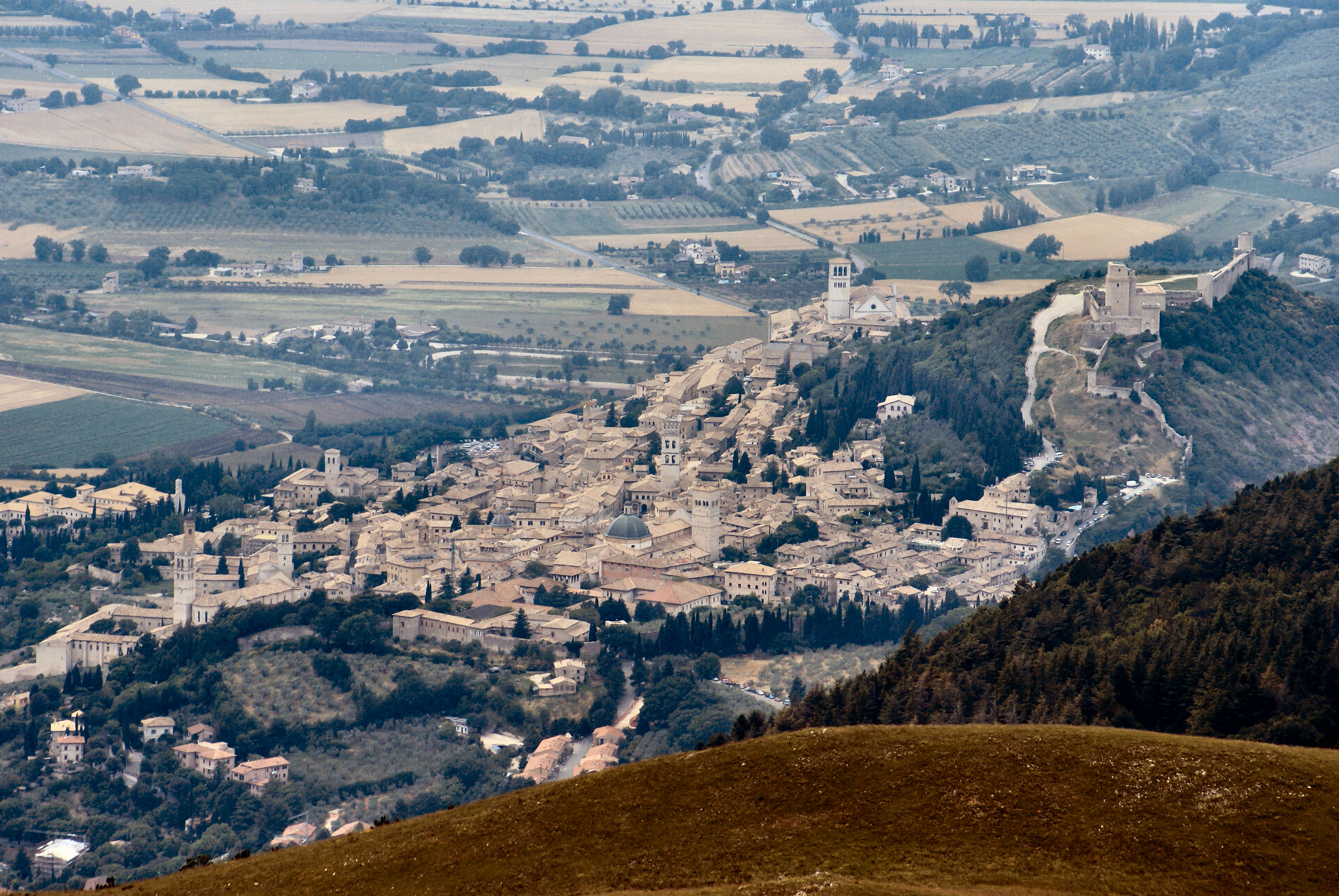
La ciutat vista des del Mont Subasio

Les temperatures poden variar entre els 2 °C de mínim al gener i els 29 °C de màxima al juliol. La sensació tèrmica pot ser inferior a l'hivern a causa del fort vent de tramuntana. La primavera i la tardor tendeixen a ser estacions més plujoses i temperades. La part del territori situada dins la vall Umbra té episodis de boira, a diferència del nucli urbà. Als districtes propers a la muntanya (Nocera Umbra, Gualdo Tadino, Valfabbrica) l'hivern és més extrem.

## Història

### De la fundació a les invasions bàrbares
Les restes arqueològiques indiquen que aquest territori ja va estar poblat al Neolític. Als segles IX aC i VIII aC els umbres van fundar un poble i hi ha proves que mantenien relacions comercials amb els etruscs que vivien a l'altra banda del Tíber.

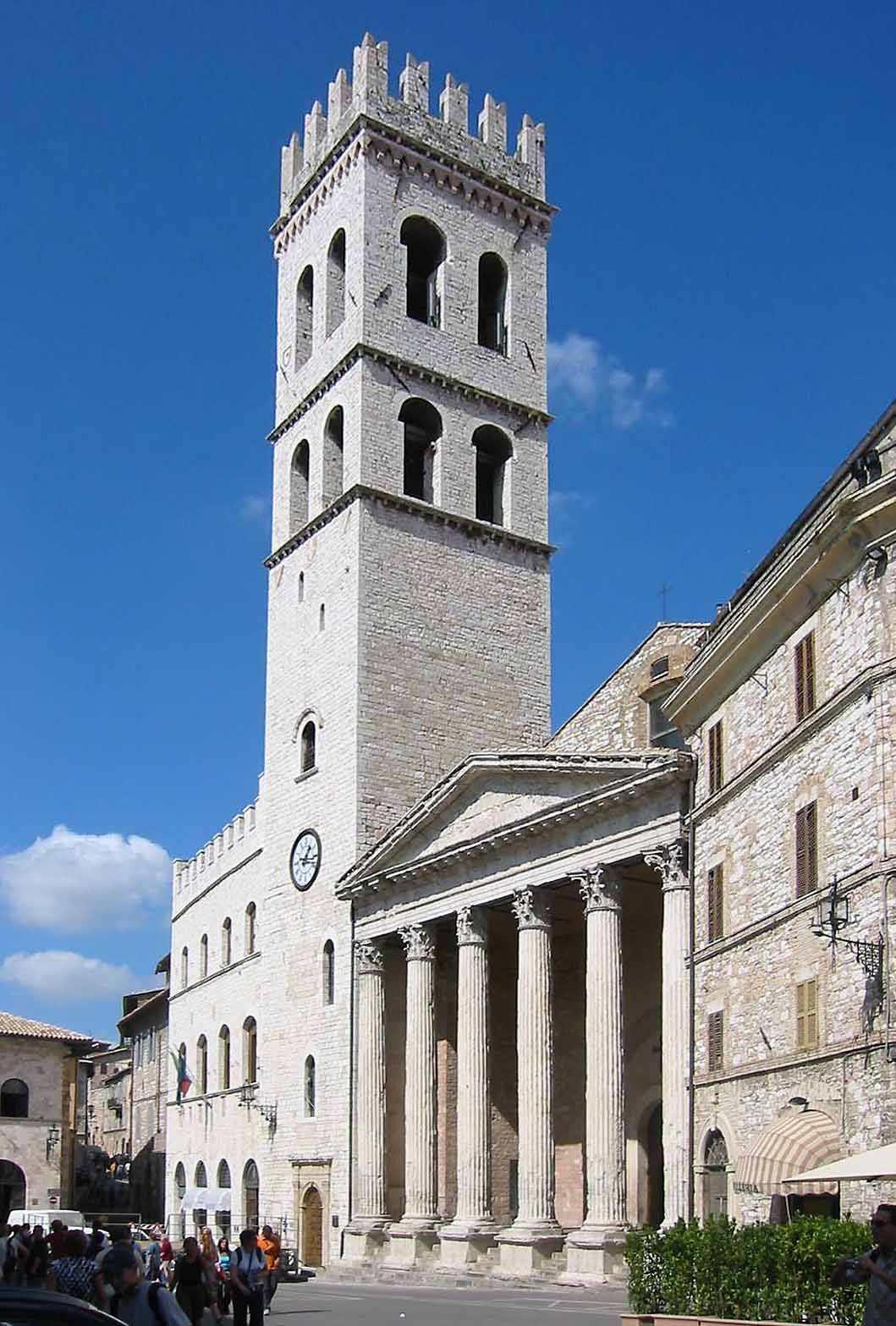
Temple de Minerva i església de santa Maria

Els romans, amb la batalla de Sentínum, l'any 295 aC, van imposar el seu domini al centre de la península italiana. La ciutat umbra va adoptar el nom d'Asisium. A partir del segle ii s'hi van construir edificis i monuments a imitació de Roma. L'any 89 aC se li va concedir la categoria de municipium, això vol dir que els seus habitants eren considerats ciutadans romans. Durant l'imperi va esdevenir un important centre econòmic. Pel que fa al significat del nom de la ciutat no hi ha un acord, alguns el fan derivar de accipiter i voldria dir «ciutat del falcó», mentre que altres proposen una etimologia derivada de a paraula llatina ossa («corrent d'aigua») en referència al riu Assino, un afluent del Tíber.
Durant el segle iii es va iniciar la cristianització a través de l'acció del bisbe i màrtir sant Rufino.
L'any 545 la ciutat fou saquejada pels gots dirigits per Tòtila. Poc temps després, l'any 568, va passar al domini romà d'Orient i va quedar dins del Ducat de Spoleto fins al segle xii.

### Del s.XII fins al Renaixement
Després d'un període de guerres, el 1174 fou assetjada i conquerida per Frederic Barba-roja, emperador del Sacre Imperi Romanogermànic, el qual va posar al govern de la ciutat al duc Conrad d'Urslingen. L'any 1198 hi va haver una revolta que va ser l'inici d'una sèrie de lluites contra la veïna Perusa. L'any 1181 (o 1182) va néixer una figura molt rellevant: Francesc d'Assís inconformista i crític amb l'enfocament del cristianisme per part de la cúria eclesiàstica. El 1198 el poble d'Assís, cansat de l'arrogància del duc, el va expulsar. En el conflicte entre Güelfs i gibel·lins la població es va declarar a favor del papa. En aquesta època van patir atacs per part dels sarraïns i dels tàrtars, els quals formaven part de l'exèrcit de Frederic II. Les tropes imperials van devastar repetidament el comtat, però la ciutat, gràcies a la valentia de la seva milícia i al carisma de Santa Clara, va resistir les incursions. En els anys successius, el control de la ciutat va passar alternativament a mans de güelfs i gibel·lins. Després, Assís va passar al domini de l'Església a càrrec dels Perugini, Joan Galeàs Visconti, els Montefeltro, Braccio Fortebraccio da Montone, passant finalment al control de Francesc I Sforza. Pel novembre del 1442 Assís, defensada per Alessandro Sforza, va patir l'assetjament de les tropes comandades per Niccolò Piccinino. Després de molts dies de vanes temptatives, amb l'ajut d'un frare traïdor, els assetjants van penetrar a l'interior de les muralles. Un cop aconseguida la ciutat, Piccinino va destinar 15.000 florins a la reconstrucció. Els districtes de Sopra i Fiumi van continuar lluitant entre sí, els primers adherits als guibel·lins i els segons als güelfs, fins al segle xvi, quan la conquesta de l'Úmbria per part del papa Pau III va restituir la pau a la ciutat.

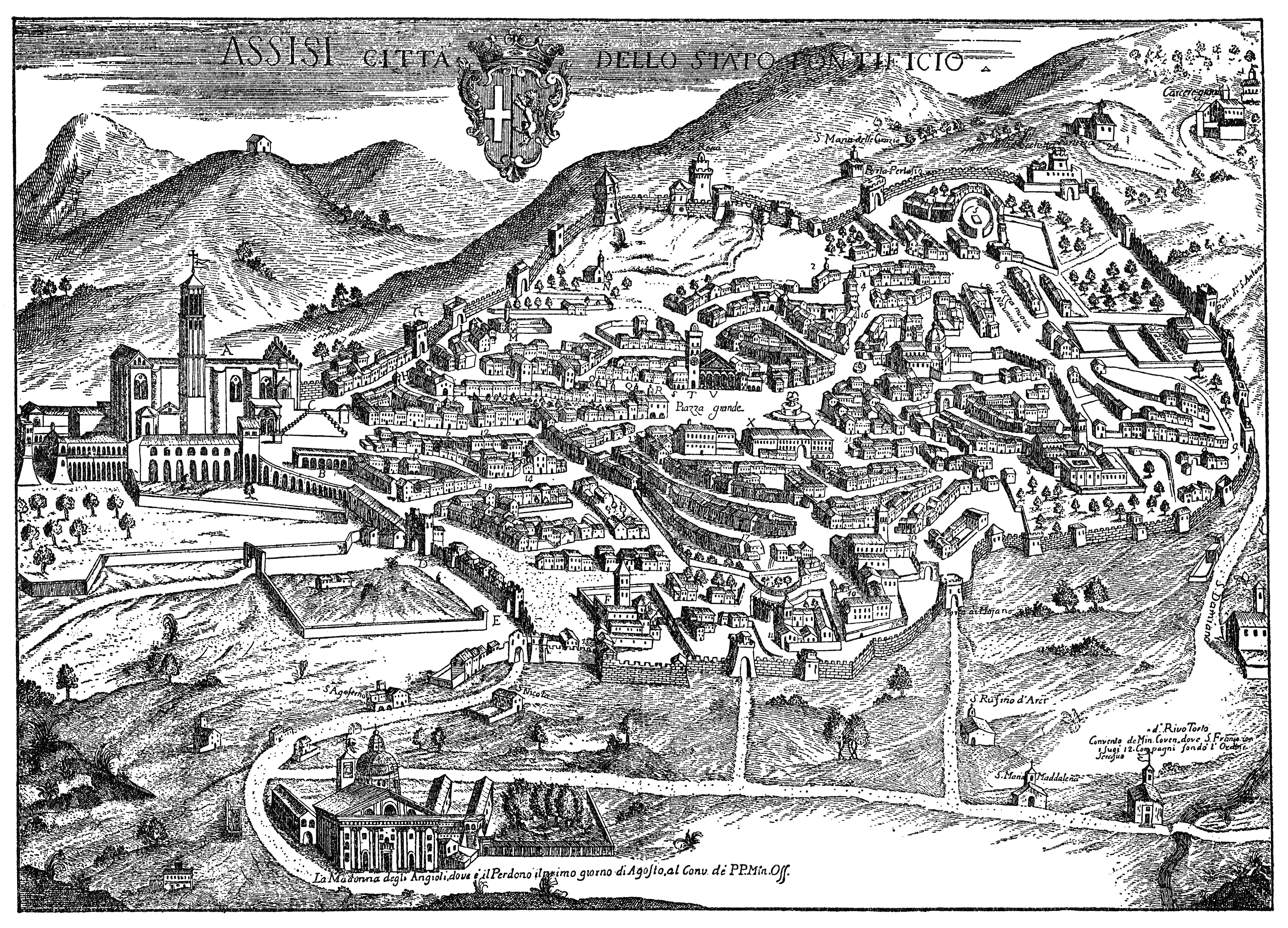
Dibuix del

### De l'edat moderna a l'actualitat
A partir del segle xvii Assís esdevé centre cultural per la fundació d'instituts i acadèmies, activitats que es veurien interrompudes per les guerres napoleòniques (1799), quan les tropes franceses van saquejar i prendre obres d'art.
El 1860, a través d'un plebiscit i amb unanimitat de vots, Assís s'adherí al naixent de l'estat italià. Amb la unificació, es va construir la línia de ferrocarril que passa per la ciutat, la qual va suposar una gran millora en les comunicacions. El culte franciscà, que havia estat prohibit per Napoleó, es va reiniciar el 1818 i el 1850 es va retrobar la tomba de santa Clara, fets que van convertir Assís en lloc de pelegrinatge. El turisme religiós és encara avui dia una important font d'ingressos econòmics per la ciutat.
Durant la Segona Guerra Mundial, en el període següent al 8 de setembre el 1943, inici de l'ocupació nazi, a Assís va arribar una allau d'alemanys pròfugs buscant empara, entre els quals hi havia 300 jueus. El bisbe Giuseppe Placido Nicolini, ajudat pel secretari Aldo Brunacci i pel guarda del Convent de Sant Damià, Rufino Niccacci, va transformar Assís en un dels principals centres de la resistència civil italiana a l'Holocaust. Disfressats de frares i de monges amb identitats falses o amagats als soterranis i camuflats entre les provisions del rebost, els jueus van estar protegits mentre va durar la guerra, assistits per una xarxa d'italians solidaris de tota la contrada. L'estratègia va comptar amb un ciclista anomenat Gino Bartali, que mantenia el contacte amb la (DELASEM Delegazione per l'Assistenza degli Emigranti Ebrei), el centre de finançament de la resistència. Els refugiats necessitaven assistència per les necessitats quotidianes. Es va organitzar una escola on els nens rebien educació hebrea. Amb la complicitat del coronel alemany Valentin Müller, Assís va ser declarada zona franca hospitalària. El bisbe Giuseppe Placido Nicolini, don Aldo Brunacci i el pare Rufino Niccacci, van rebre, en acabar la guerra, el reconeixement de l'Institut Yad Vashem de Jerusalem, amb la distinció de Luigi i Trento Brizi que en el seu petit establiment de souvenirs al costat de la plaça Santa Chiara van falsificar documents per salvar la vida a aquelles persones. El 1985 es va fer la pel·lícula Assisi Underground del director Alexander Ramati, reconstruint aquesta part de la història de la ciutat. El 2004 el municipi va rebre la Medalla d'or al Valor Civil pel mateix motiu.

## Llocs d'interès
Edificis catòlics

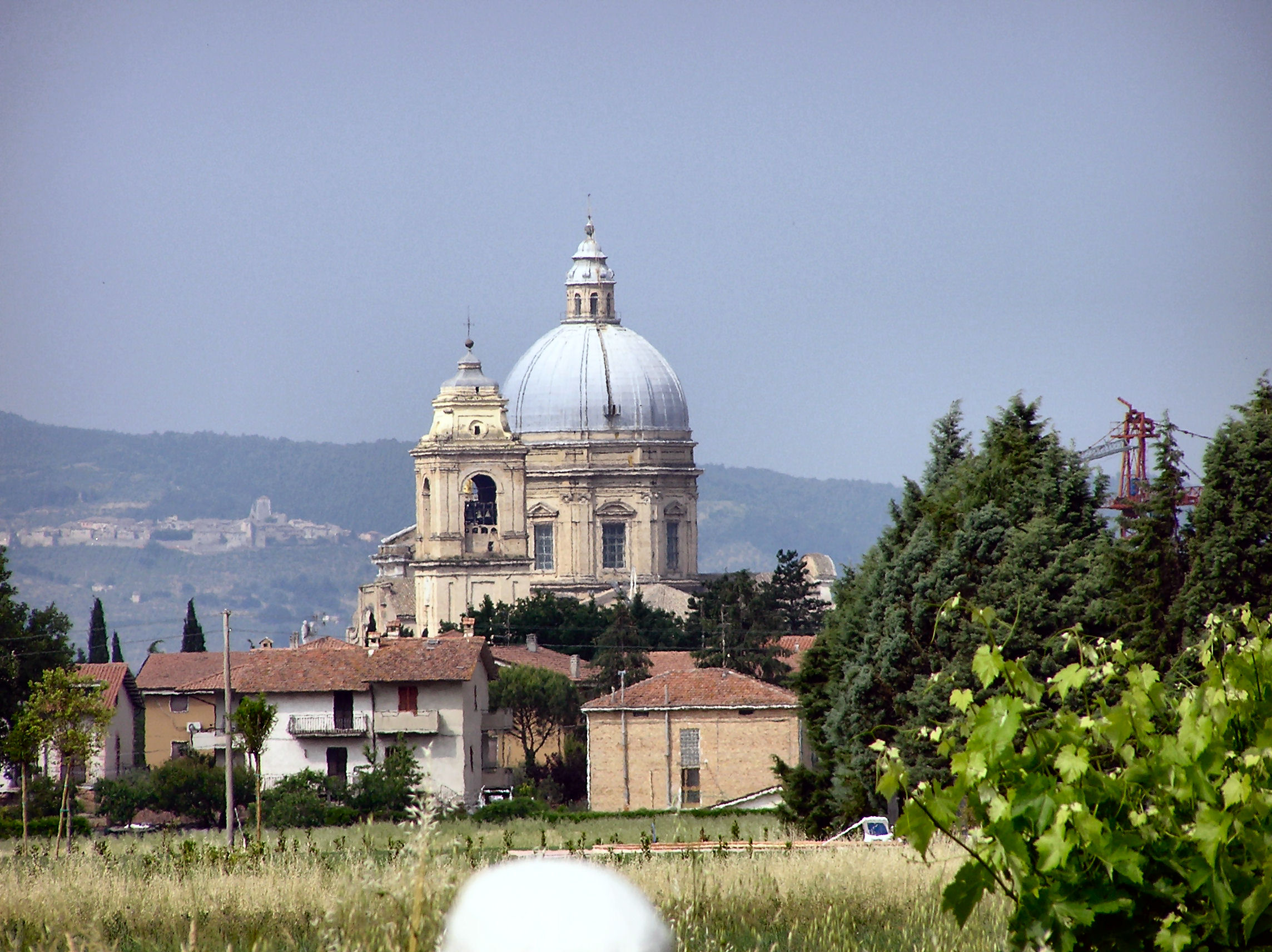
Santa Maria degli Angeli

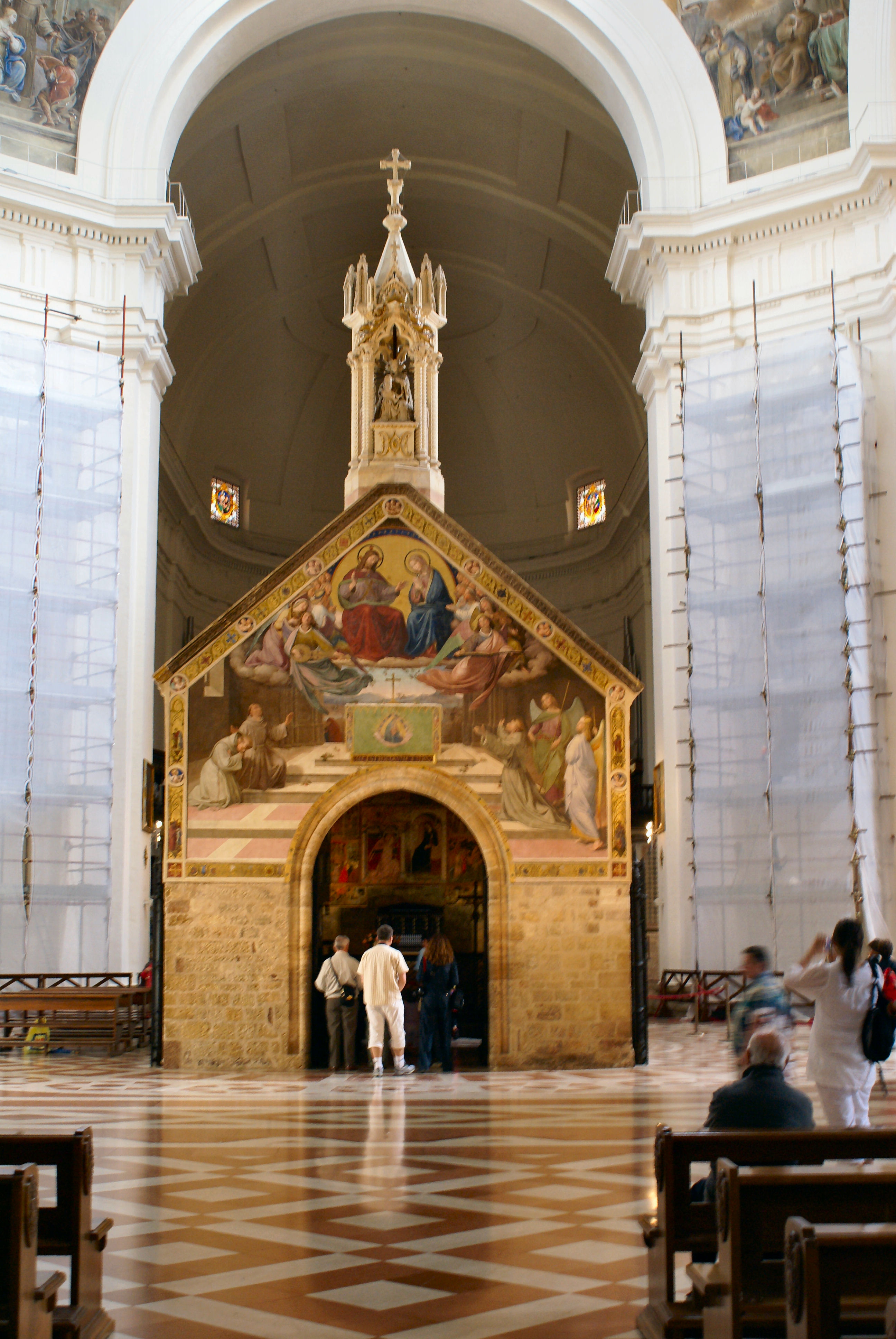
La Porciúncula d'Assís

- Basílica de Sant Francesc (dividida en inferior i superior)
- Eremo delle Carceri (Ermita de les presons), lloc al Mont Subasio on sant Francesc anava a resar, dita així perquè allà es retirava tancat (carcerare) a les antigues cel·les dels benedictins.
- Basílica de Santa Clara
- Santa Maria Maggiore
- Catedral (duomo) de San Rufino
- Església de San Damiano
- Basílica de Santa Maria degli Angeli amb la Porciúncula, que va donar el nom a la ciutat de Los Angeles.[6]
- Església de Rivotorto

### Altres Edificis
- Un amfiteatre romà, construït a la primera meitat del segle i, del qual es conserva la graderia de forma el·líptica a redós d'unes cases d'època medieval i una arcada de marbre travertí, mentre la zona de l'arena de l'amfiteatre està ocupada per un jardí.

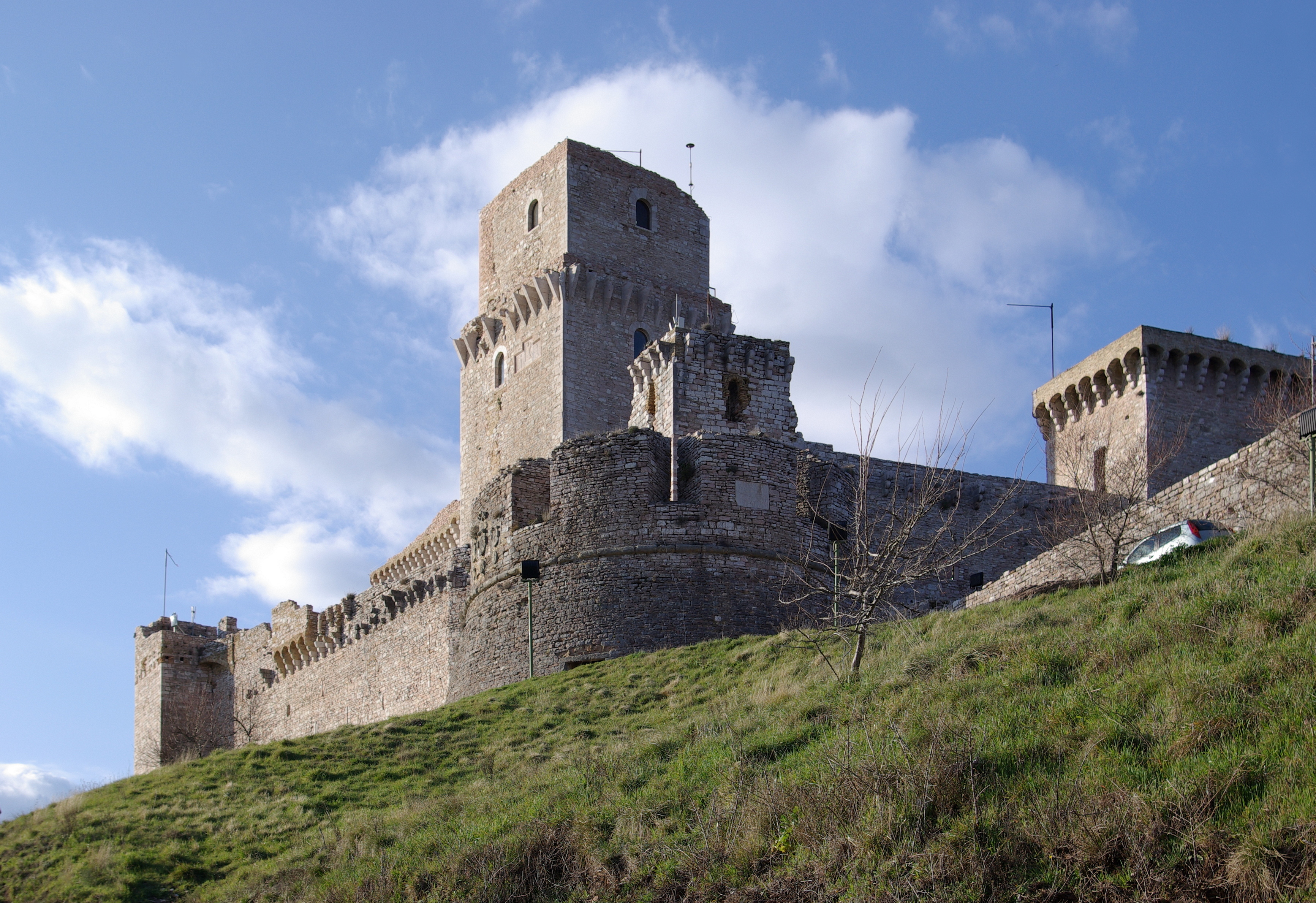
Rocca Maggiore

- Rocca Maggiore, un castell situat al cim del turó que domina la vall, va quedar mig destruït per una revolta popular el 1198 contra el duc Conrad d'Urslingen, tutor del futur emperador Frederic II. Fou reconstruïda el 1356 pel cardenal Egidio Albornoz, respectant substancialment la forma original i afegint-hi només la torre poligonal (1458) i el bastió cilíndric que protegeix l'entrada (1535-1538).
- Plaça de l'ajuntament (Piazza del Comune), antigament el centre de la ciutat. A la banda nord destaquen les restes del Temple de Minerva. A la seva esquerra hi ha el Palazzo del Capitano del Popolo, un edifici que data del 1282, però que va ser restaurat i dotat de torre el 1927, a imitació de l'adjacent Torre del Popolo (1305), un campanar d'ús civil. A la banda sud de la plaça hi ha el Palazzo dei Priori (1275 - 1493). Hi ha també una font decorada amb escultures de lleons. Al costat occidental hi ha l'edifici de correus, el Palazzo delle Poste, del 1926.

## Població

### Evolució demogràfica
Segons els estudis demogràfics realitzats des del 1861, la població d'Assís ha tingut un creixement constant fins al 1951, any a partir del qual es va estancar o bé el creixement ha estat insignificant. L'any 2011 la ciutat tenia 27.377 habitants.

### Composició
Segons les dades de l'Institut Estadístic italià (ISTAT) del 31 de desembre del 2010 existeix una minoria d'estrangers residents en aquest municipi, en total 3.142 persones. Les nacionalitats majoritàries d'on procedeixen aquests nous residents són: 
- Romania, 850 hab. (3,02%)
- Albània, 746, (2,65%)
- Marroc, 372 hab. (1,32%)

## Cultura

### Estudis
Assís és seu de la facultat d'economia de la Universitat de Perusa. El 2010, els cursos d'economia del turisme a Assís van estar a punt de tancar per sempre per unes retallades pressupostàries que afectaven la Universitat de Perusa. Les acalorades protestes de l'alcalde Ricci i un comitè d'estudiants van aconseguir el manteniment dels estudis i la institució del curs en Turisme Internacional (grau). D'altra banda, també es poden cursar estudis al CTA (Centre Internacional d'Estudis Turístics).
El 1971, es va crear l'Institut Teològic d'Assís, centre que depèn de la Facultat de Teologia de la Universitat Pontifícia Lateranense. La seu és a l'edifici del Convent de Sant Francesc.

### Museus
- Museu diocesà ie cripta de Sant Rufí
- Museu del Tresor de la basílica de Sant Francesc
- Galeria d'Art Contemporani - Pro Civitate Christiana
- Museu multimèdia de les missions
- Museu de l'abadia de Sant Pere
- Museu cívic i Fòrum romà
- Pinacoteca municipal d'Assís
- Museu de Santa Maria dels Àngels
- Museo de Santa Maria dels Àngels de la Porciúncula
- Museu d'art contemporani Pare Felice Rossetti

### Esdeveniments
- Calendimaggio (1 de maig): Festa medieval, amb representacions teatrals, danses i desfilada d'abanderats.
- Festa della Mamma (segon diumenge de maig): Diada de les mares, iniciada el 1957 pel capellà Otello Migliosi.
- Festa del Voto (22 de juny): Rememoració de l'expulsió dels sarraïns per Santa Clara.
- Palio di San Rufino (finals d'agost): Recreació històrica del període en què Assís era un municipi dividida en tres districtes (San Francesco, San Rufino i Dive Mariae) amb desfilada d'estil renaixentista i concurs de tir amb ballesta.
- Cavalcata di Satriano (setembre): Desfilada a cavall representant el dia en què van portar sant Francesc perquè morís a la seva terra.
- Festival internacional per la Pau (setembre): Concerts, seminaris, conferències i mostres d'art dedicades al tema de la pau, la solidaritat i l'ecologia.
- Marxa per la pau Perusa Assis, (setembre – octubre, biennal).
- Festa de Sant Francesc (3 i 4 d'octubre): Cerimònies litúrgiques en honor del sant patró d'Itàlia, tot i que des del 2008 és jornada laboral.
- Mostra de cinema (finals novembre)
- Palio di Pasqua Rosata: Competició del tradicional palio, que originalment es feia pel dia de Pentecosta

## Fills il·lustres
- Vincenzo Pace segona meitat del (segle xvi) mestre de capella i compositor musical.

### Agermanaments
Assís està agermanada amb:
- Betlem (Palestina)
- San Francisco (EUA)
- Santiago de Compostel·la (Galícia)
- Wadowice (Polònia)
- Messina (Itàlia)

També manté relacions d'amistat amb:
- Ripacandida[9]